# Mausberg (Mimbach)
Der Mausberg ist ein 472 m ü. NHN hoher, bewaldeter Berg im Norden von Mausdorf im oberpfälzischen Landkreis Amberg-Sulzbach. Auf dem Berg liegt die denkmalgeschützte römisch-katholische Wallfahrtskirche Unserer Lieben Frau.

## Name
Der Name ist von dem naheliegenden Mausdorf abgeleitet, das 1138 erstmals als Malistorf erwähnt wird. Erstmals urkundlich erwähnt wurde der Mausberg 1391, „als der Amberger Bürger Georg Kastner mit allem Reutzehent aus den Weinbergen zu Amberg, vom Mausberg bei Gebenbach und im Burgfeld vom Hochstift Regensburg auf Lebtag belehnt wird.“

## Geographie

### Lage und Umgebung
Der Mausberg liegt südlich der Bundesstraße 14 südwestlich von Gebenbach und nordöstlich von Mimbach und Mausdorf. Weite Teile des Mausbergs, der Gipfel wie auch die Wallfahrtskirche liegen auf dem Gemeindegebiet von Hahnbach, lediglich Teile der nordöstlichen Flanke liegen auf dem Gemeindegebiet von Gebenbach.

### Geologie
Der Mausberg ist Teil des mehr oder weniger geschlossenen Höhenzugs, der die Umrandung des Hahnbacher Keuperbeckens bildet. Er hat die Form eines abgeflachten, nach Westen gerichteten Bergsporns, der im Osten an den ca. 40 m höheren Doggersandsteinrücken angeschlossen ist. Das Dach des Mausberges bilden fruchtbare und kalkreiche Schichten des Schwarzen Jura, die durchgehend landwirtschaftlich genutzt werden. An den steil abfallenden Hängen streicht Rhätsandstein und Feuerletten aus. Die Grenzzone zum Feuerletten ist schlechter Baugrund, da hier sandiger und labiler Erosionsschutt von der Steilkante ansteht. Die in geringer Tiefe folgende wasserführende Feuerlettenschicht ist in den oberen Lagen stark verwittert und neigt zu hoher Durchfeuchtung.

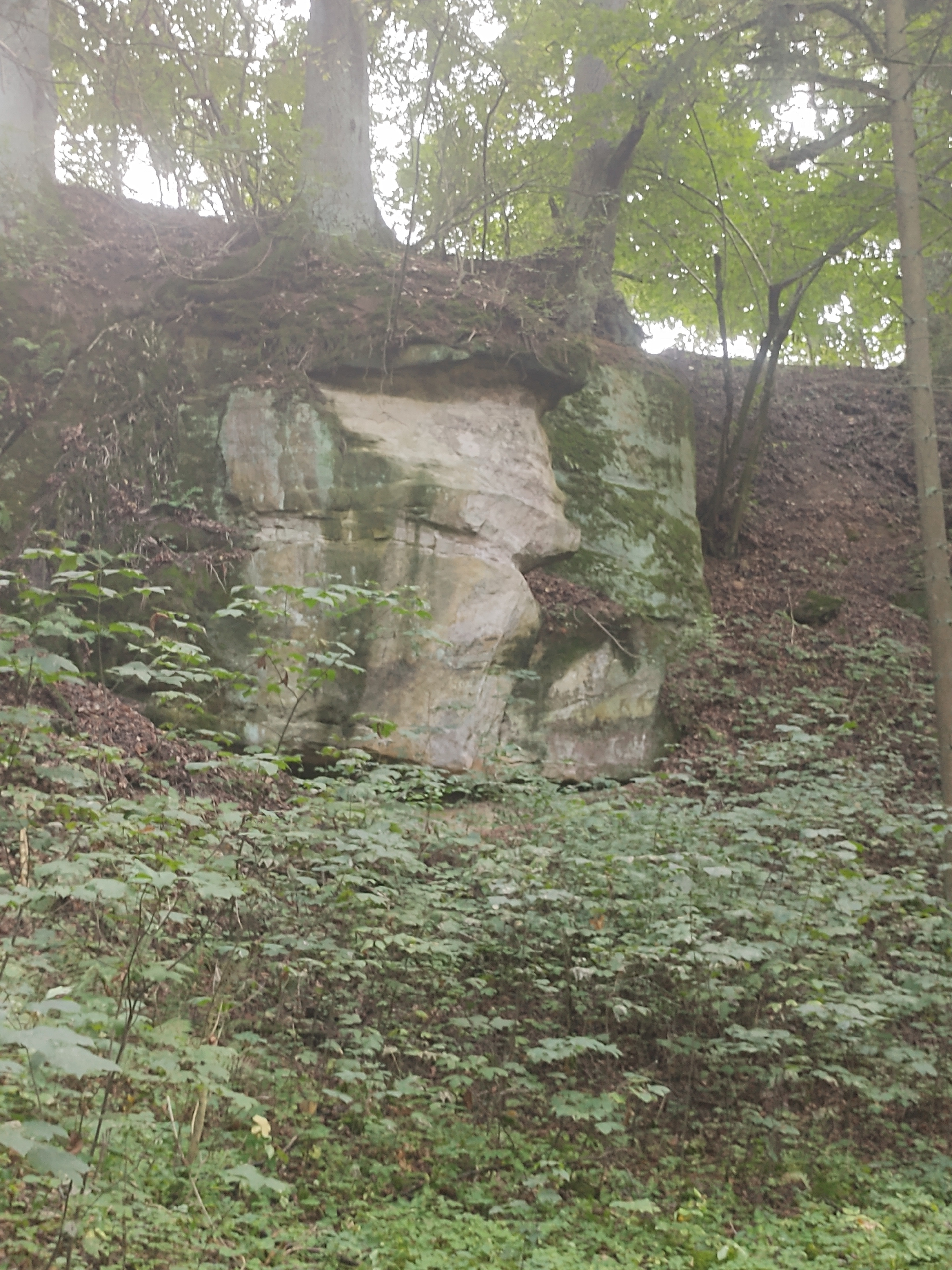
Geotop 371A020: Aufschluss am Mausberg SW von Gebenbach

#### Geotop
Westlich der Wallfahrtskirche ist ein Geotop mit dem Namen „Aufschluss am Mausberg SW von Gebenbach“ zu finden. Die Nummer des Geotops lautet 371A020.

### Naturräumliche Zuordnung und Gliederung
Der Mausberg liegt im Oberpfälzischen Hügelland und ist in Einzelblättern 1:200.000 zum Handbuch der naturräumlichen Gliederung Deutschlands als Teil des Mimbacher Rückens geführt.
- (zu 07 Oberpfälzisch-Obermainisches Hügelland)
  - (zu 070 Oberpfälzisches Hügelland)
    - (zu 070.2 Hahnbacher Sattel und Hahnbacher Mulde)
      - (zu 070.22 Ostflanke der Hahnbacher Mulde)
        - 070.220 Mariahilfberg
        - 070.221 Mimbacher Rücken

## Kultur und Sehenswürdigkeiten

### Bauwerke

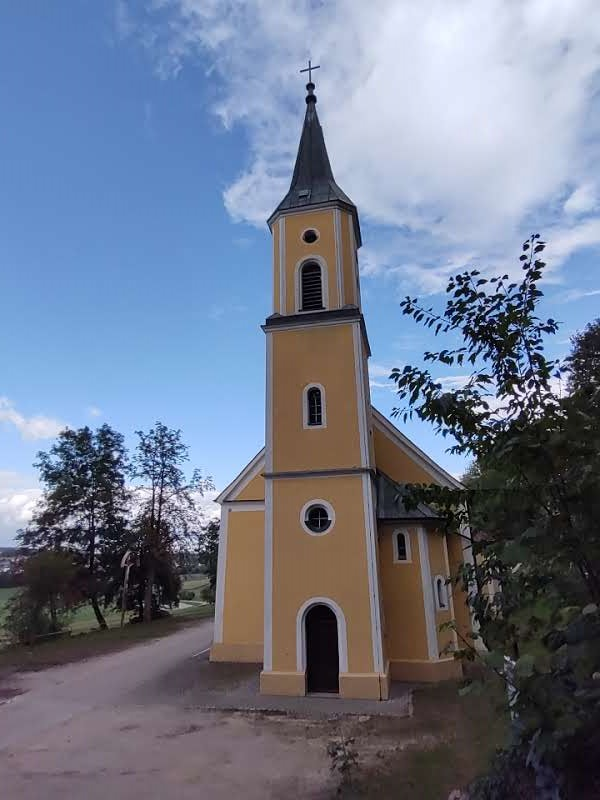
Wallfahrtskirche Unserer Lieben Frau auf dem Mausberg

#### Wallfahrtskirche Unserer Lieben Frau
Auf 444 m ü. NHN, etwa 200 m nördlich des Mausberggipfels, liegt die denkmalgeschützte römisch-katholische Wallfahrtskirche Unserer Lieben Frau. 1752 begann die Errichtung der Kirche, die statt eines Turms noch einen hölzernen Dachreiter hatte. 1836 waren die Schäden so groß, dass Teile der Kirche abgebrochen und neu aufgebaut werden mussten. 1870 wurde ein Turm aus Stein errichtet.

#### Mausberg-Bauer
Seit der zweiten Hälfte der 1950er-Jahre wurde in dem östlich der Wallfahrtskirche gelegenen Gebäude eine Gastwirtschaft betrieben. Nach vielen Jahren Leerstand wird das 1865 erbaute Gebäude aktuell (Stand 2022) entkernt, in Teilen abgerissen und durch einen Neubau ersetzt. Der Neubau soll als Wohnhaus und Gastronomie genutzt werden.

#### Kreuzweg
Auf dem Weg von Gebenbach zur Wallfahrtskirche befindet sich ein Kreuzweg. Die ursprünglichen Stationen aus dem Jahr 1863 wurden in den Jahren 1905/1906 durch die heute vorhandenen ersetzt. Der Kreuzweg wurde am 16. September 1906 von Pater Karl Kuntz des Franziskanerklosters Amberg geweiht. Zum 250-jährigen Jubiläum der Wallfahrt im Jahr 1950 wurde der Kreuzweg erneut instand gesetzt.

### Regelmäßige Veranstaltungen
Rund um die Wallfahrtskirche auf dem Mausberg findet alljährlich eines der sieben Bergfeste im Amberg-Sulzbacher-Land statt. Der Hauptfesttag des Mausbergfests ist der 8. September, Mariä Geburt.

## Anbindung

### Wandern
Der Mausberg liegt an einem etwa 11 Kilometer langen Rundwanderweg, den die Arbeitsgemeinschaft Obere Vils – Ehenbach betreut.

### Radfahren
Der Mausberg liegt an dem mit GeoTour 2 bezeichneten 46,7 km langen Radrundweg, den ebenfalls die Arbeitsgemeinschaft Obere Vils – Ehenbach betreut. Entlang der Strecke wurden an den Geotopen großformatige Schautafeln angebracht, davon eine am Mausberg.

### Auto
Der Mausberg ist über die Bundesstraße 14 zu erreichen. In Gebenbach verlässt man die Bundesstraße in südlicher Richtung auf die Bahnhofstraße. Nach Überqueren der Gleise der Bahnstrecke Amberg–Schnaittenbach beginnt der Anstieg zum Mausberg. Seit 2011 befindet sich am Fuße des Mausbergs ein befestigter Parkplatz. Während der Festwoche ist die Auffahrt auf den Berg gesperrt, und es muss der befestigte Parkplatz am Fuß des Berges benutzt werden. Außerhalb der Festwoche kann der befestigte Weg bis zur Wallfahrtskirche genutzt werden.
Ursprünglich gehörten die in der Ortsflur Mausdorf gelegene Auffahrt zur Kirche sowie der Platz vor der Kirche verschiedenen Grundeigentümern. Im Jahr 1925 schenkten diese den Weg samt den Bäumen sowie den Platz vor der Kirche samt den Bäumen der Kirchenstiftung Mausberg. Lediglich ein Wegerecht behielten sich die ehemaligen Grundstückseigentümer vor, um weiterhin ihre Grundstücke erreichen zu können. Bei der 1934 in Gebenbach durchgeführten Flurbereinigung wurde vom Bahnhof Gebenbach bis hinauf zur Wallfahrtskirche ein Fahrweg mit einer Zementbrücke über den Gebenbach angelegt.